# Gold: The Original Score Soundtrack
Der Gold: The Original Score Soundtrack enthält die Musik zum Film Gold von Stephen Gaghan aus dem Jahr 2016. Die Musik wurde von Daniel Pemberton komponiert. Der Soundtrack wurde am 27. Januar 2017 von BMG veröffentlicht.

## Produktion
Die Musik zum Film Gold komponierte Daniel Pemberton. Den Titelsong des Films schrieb Iggy Pop gemeinsam mit DJ Danger Mouse, dieser ist allerdings nicht auf dem Soundtrack enthalten. 

## Veröffentlichung
Der Soundtrack umfasst 22 Titel, hat eine Gesamtlänge von 49:25 min und wurde am 27. Januar 2017 von BMG veröffentlicht.

## Titelliste des Soundtracks
1. Dream of Gold (1:32)
2. Economy, Turned (1:55)
3. The Ring of Fire I – The Prospector (2:12)
4. At the Sound of the Bell (3:59)
5. Upstream, Days Kensana (1:38)
6. Minecraft (2:50)
7. Indo (1:48)
8. Vintage Visa (1:27)
9. Dream House (1:18)
10. The New York Jungle (2:47)
11. Hey, It’s Me (2:25)
12. Sickness (1:35)
13. You’ve Never Felt It (0:58)
14. The Golden Pickaxe (2:56)
15. The Ring of Fire II – The Partner (1:14)
16. This is the F.B.I. (2:24)
17. It’s Gone (2:18)
18. Taped Questioning (2:14)
19. The Disappearance of Michael Acosta (3:43)
20. The Ring of Fire III – The Reveal (3:21)
21. Blue Skies (2:31)
22. Keep Digging (2:20)

## Rezeption
Jørn Tillnes von soundtrackgeek.com spricht von einem insgesamt sehr guten Hörerlebnis und beschreibt, die Musik im Film bewege sich zwischen solcher aus den frühen 1980er Jahren über Stücke im Stil der 1970er Jahre, aber auch flotte Lieder wie At The Sound of the Bell seien darin zu hören, in welches geschickt die Messingglocke der Wall Street als Musikinstrument eingebaut wurde. Die Musik beinhalte zudem abenteuerliche Elemente, die sich jedoch in ihrem Ansatz deutlich von Indiana Jones unterschieden. In dem Stück Minecraft und besonders in dem Stück Indo seien Einflüsse ethnischer Musik zu erkennen, so Tillnes, die vermutlich aus Indonesien stammen. Die Stücke The Ring Of Fire III –  The Reveal und The New York Jungle beschreibt Tillnes als Dschungel-Musik.
Im Dezember 2016 wurde der Soundtrack als Anwärter bei der Oscarverleihung 2017 in der Kategorie Beste Filmmusik in die Kandidatenliste (Longlist) aufgenommen, aus denen die Mitglieder der Akademie die offiziellen Nominierungen bestimmen werden. Das nicht auf dem Soundtrack enthaltene Lied Gold wurde in die Longlist für den Besten Filmsong aufgenommen.